# Bisdom Tula
Het bisdom Tula (Latijn: Dioecesis Tullanensis) is een rooms-katholiek bisdom met als zetel Tula de Allende, in Mexico. Het bisdom is suffragaan aan het aartsbisdom Tulancingo. 

## Geschiedenis
Het bisdom werd opgericht op 27 februari 1961, uit delen van het aartsbisdom Mexico en het bisdom Tulancingo, en was suffragaan aan het aartsbisdom Mexico. Op 25 november 2006 wisselde het van kerkprovincie en werd suffragaan aan het nieuw verheven aartsbisdom Tulancingo.

## Parochies
Het bisdom had in 2020 een oppervlakte van 8.289 km2 en telde 609.135 inwoners waarvan 83,2% rooms-katholiek was.

## Bisschoppen
- José de Jesús Sahagún de la Parra (22 mei 1961 - 11 september 1985)
- José Trinidad Medel Pérez (22 mei 1986 - 4 maart 1993)
- Octavio Villegas Aguilar (27 april 1994 - 29 december 2005)
- Juan Pedro Juárez Meléndez (12 oktober 2006 - heden)

Tulancingo (aartsbisdom) · Huejutla · Tula